# Nicolás de la Cruz
Diego Nicolás de la Cruz Arcosa (Montevideo, 1º giugno 1997) è un calciatore uruguaiano, centrocampista del Flamengo e della nazionale uruguaiana.

## Caratteristiche tecniche
Trequartista, può giocare come esterno di centrocampo su entrambe le fasce.

## Carriera

### Club
Cresciuto nel Liverpool Montevideo, il 15 agosto 2017 De la Cruz viene acquistato dal River Plate, nella massima serie argentina, con cui firma un contratto quadriennale.
Il 24 dicembre 2023, viene annunciato il suo acquisto a titolo definitivo da parte dal Flamengo, nella massima serie brasiliana, con cui firma un contratto quadriennale.

### Nazionale
Dopo aver vinto il Sudamericano Under-20 da protagonista con 3 reti (2 su rigore), prende parte alla spedizione uruguaiana Under-20 per il Mondiale di categoria in Corea del Sud. Decide il terzo match della fase a gironi segnando un rigore contro l'Arabia Saudita (1-0), dopo averne sbagliato uno contro l'Italia nella sfida d'esordio. In semifinale realizza un altro penalty che vale il parziale 1-0 contro il Venezuela, tuttavia i venezuelani nel finale di partita raggiungono gli avversari sull'1-1: l'incontro si decide dagli undici metri dove De la Cruz si rivela nuovamente decisivo, sbagliando l'ultimo tiro dal dischetto e consentendo al Venezuela di accedere alla finale del Mondiale U-20.
Il 9 ottobre 2020 debutta in nazionale maggiore nel successo per 2-1 contro il Cile. L'11 giugno 2022 arriva la prima rete, nel successo in amichevole per 5-0 contro Panama.

## Statistiche

### Presenze e reti nei club
Statistiche aggiornate al 18 maggio 2025.
| Stagione                    | Squadra                     | Campionato                  | Campionato | Campionato | Coppe nazionali | Coppe nazionali | Coppe nazionali | Coppe continentali | Coppe continentali | Coppe continentali | Altre coppe | Altre coppe | Altre coppe | Totale | Totale |
| Stagione                    | Squadra                     | Comp                        | Pres       | Reti       | Comp            | Pres            | Reti            | Comp               | Pres               | Reti               | Comp        | Pres        | Reti        | Pres   | Reti   |
| --------------------------- | --------------------------- | --------------------------- | ---------- | ---------- | --------------- | --------------- | --------------- | ------------------ | ------------------ | ------------------ | ----------- | ----------- | ----------- | ------ | ------ |
| 2015-2016                   | Liverpool (M)               | PD                          | 17         | 1          | -               | -               | -               | -                  | -                  | -                  | -           | -           | -           | 17     | 1      |
| 2016                        | Liverpool (M)               | PD                          | 11         | 4          | -               | -               | -               | -                  | -                  | -                  | -           | -           | -           | 11     | 4      |
| gen.-lug. 2017              | Liverpool (M)               | PD                          | 7          | 3          | -               | -               | -               | CS                 | 1                  | 0                  | -           | -           | -           | 8      | 3      |
| Totale Liverpool Montevideo | Totale Liverpool Montevideo | Totale Liverpool Montevideo | 35         | 8          |                 | -               | -               |                    | 1                  | 0                  |             | -           | -           | 36     | 8      |
| 2017-2018                   | River Plate                 | PD                          | 14         | 0          | CA              | 6               | 0               | CL                 | 4                  | 0                  | -           | -           | -           | 24     | 0      |
| 2018-2019                   | River Plate                 | PD                          | 17         | 1          | CA+CdS          | 6+4             | 0+3             | CL                 | 12                 | 3                  | Cmc+RS      | 2+2         | 0           | 43     | 7      |
| 2019-2020                   | River Plate                 | PD                          | 17         | 4          | CA+CM           | 2+7             | 0+3             | CL                 | 11                 | 3                  | SA          | 1           | 1           | 38     | 11     |
| 2021                        | River Plate                 | PD                          | 11         | 4          | CA+CdL          | 0+11            | 0+1             | CL                 | 7                  | 0                  | -           | -           | -           | 29     | 5      |
| 2022                        | River Plate                 | PD                          | 21         | 3          | CA+CdL          | 3+11            | 0+1             | CL                 | 7                  | 2                  | -           | -           | -           | 42     | 6      |
| 2023                        | River Plate                 | PD                          | 17         | 4          | CA+CdL          | 2+11            | 0+2             | CL                 | 7                  | 1                  | TC          | 1           | 0           | 38     | 7      |
| Totale River Plate          | Totale River Plate          | Totale River Plate          | 97         | 16         |                 | 63              | 10              |                    | 48                 | 9                  |             | 6           | 1           | 214    | 36     |
| 2024                        | Flamengo                    | A/RJ+A                      | 11+15      | 0+2        | CB              | 6               | 0               | CL                 | 9                  | 0                  | -           | -           | -           | 41     | 2      |
| 2025                        | Flamengo                    | A/RJ+A                      | 5+7        | 0+0        | CB              | 0               | 0               | CL                 | 4                  | 1                  | SB+Cmc      | 1+0         | 0           | 17     | 1      |
| Totale Flamengo             | Totale Flamengo             | Totale Flamengo             | 16+22      | 0+2        |                 | 6               | 0               |                    | 13                 | 1                  |             | 1           | 0           | 58     | 3      |
| Totale carriera             | Totale carriera             | Totale carriera             | 170        | 26         |                 | 69              | 10              |                    | 62                 | 10                 |             | 7           | 1           | 308    | 47     |

### Cronologia presenze e reti in nazionale
| Cronologia completa delle presenze e delle reti in nazionale ― Uruguay | Cronologia completa delle presenze e delle reti in nazionale ― Uruguay | Cronologia completa delle presenze e delle reti in nazionale ― Uruguay | Cronologia completa delle presenze e delle reti in nazionale ― Uruguay | Cronologia completa delle presenze e delle reti in nazionale ― Uruguay | Cronologia completa delle presenze e delle reti in nazionale ― Uruguay | Cronologia completa delle presenze e delle reti in nazionale ― Uruguay | Cronologia completa delle presenze e delle reti in nazionale ― Uruguay |
| Data                                                                   | Città                                                                  | In casa                                                                | Risultato                                                              | Ospiti                                                                 | Competizione                                                           | Reti                                                                   | Note                                                                   |
| ---------------------------------------------------------------------- | ---------------------------------------------------------------------- | ---------------------------------------------------------------------- | ---------------------------------------------------------------------- | ---------------------------------------------------------------------- | ---------------------------------------------------------------------- | ---------------------------------------------------------------------- | ---------------------------------------------------------------------- |
| 9-10-2020                                                              | Montevideo                                                             | Uruguay                                                                | 2 – 1                                                                  | Cile                                                                   | Qual. Mondiali 2022                                                    | -                                                                      | 66’                                                                    |
| 13-10-2020                                                             | Quito                                                                  | Ecuador                                                                | 4 – 2                                                                  | Uruguay                                                                | Qual. Mondiali 2022                                                    | -                                                                      | 89’                                                                    |
| 13-11-2020                                                             | Barranquilla                                                           | Colombia                                                               | 0 – 3                                                                  | Uruguay                                                                | Qual. Mondiali 2022                                                    | -                                                                      | 90’                                                                    |
| 17-11-2020                                                             | Montevideo                                                             | Uruguay                                                                | 0 – 2                                                                  | Brasile                                                                | Qual. Mondiali 2022                                                    | -                                                                      |                                                                        |
| 8-6-2021                                                               | Caracas                                                                | Venezuela                                                              | 0 – 0                                                                  | Uruguay                                                                | Qual. Mondiali 2022                                                    | -                                                                      | 69’                                                                    |
| 18-6-2021                                                              | Brasilia                                                               | Argentina                                                              | 1 – 0                                                                  | Uruguay                                                                | Coppa America 2021 - 1º turno                                          | -                                                                      | 65’                                                                    |
| 21-6-2021                                                              | Cuiabá                                                                 | Uruguay                                                                | 1 – 1                                                                  | Cile                                                                   | Coppa America 2021 - 1º turno                                          | -                                                                      | 81’                                                                    |
| 24-6-2021                                                              | Cuiabá                                                                 | Bolivia                                                                | 0 – 2                                                                  | Uruguay                                                                | Coppa America 2021 - 1º turno                                          | -                                                                      | 61’                                                                    |
| 28-6-2021                                                              | Rio de Janeiro                                                         | Uruguay                                                                | 1 – 0                                                                  | Paraguay                                                               | Coppa America 2021 - 1º turno                                          | -                                                                      |                                                                        |
| 7-10-2021                                                              | Montevideo                                                             | Uruguay                                                                | 0 – 0                                                                  | Colombia                                                               | Qual. Mondiali 2022                                                    | -                                                                      | 46’                                                                    |
| 10-10-2021                                                             | Buenos Aires                                                           | Argentina                                                              | 3 – 0                                                                  | Uruguay                                                                | Qual. Mondiali 2022                                                    | -                                                                      | 75’                                                                    |
| 14-10-2021                                                             | Manaus                                                                 | Brasile                                                                | 4 – 1                                                                  | Uruguay                                                                | Qual. Mondiali 2022                                                    | -                                                                      | 46’                                                                    |
| 29-3-2022                                                              | Santiago del Cile                                                      | Cile                                                                   | 0 – 2                                                                  | Uruguay                                                                | Qual. Mondiali 2022                                                    | -                                                                      |                                                                        |
| 2-6-2022                                                               | Glendale                                                               | Messico                                                                | 0 – 3                                                                  | Uruguay                                                                | Amichevole                                                             | -                                                                      | 72’                                                                    |
| 11-6-2022                                                              | Montevideo                                                             | Uruguay                                                                | 5 – 0                                                                  | Panama                                                                 | Amichevole                                                             | 1                                                                      | 46’                                                                    |
| 23-9-2022                                                              | Sankt Pölten                                                           | Iran                                                                   | 1 – 0                                                                  | Uruguay                                                                | Amichevole                                                             | -                                                                      | 46’                                                                    |
| 27-9-2022                                                              | Bratislava                                                             | Canada                                                                 | 0 – 2                                                                  | Uruguay                                                                | Amichevole                                                             | 1                                                                      | 72’                                                                    |
| 24-11-2022                                                             | Al Rayyan                                                              | Uruguay                                                                | 0 – 0                                                                  | Corea del Sud                                                          | Mondiali 2022 - 1º turno                                               | -                                                                      | 79’                                                                    |
| 2-12-2022                                                              | Al Wakrah                                                              | Ghana                                                                  | 0 – 2                                                                  | Uruguay                                                                | Mondiali 2022 - 1º turno                                               | -                                                                      | 66’                                                                    |
| 8-9-2023                                                               | Montevideo                                                             | Uruguay                                                                | 3 – 1                                                                  | Cile                                                                   | Qual. Mondiali 2026                                                    | 2                                                                      | 87’                                                                    |
| 12-9-2023                                                              | Quito                                                                  | Ecuador                                                                | 2 – 1                                                                  | Uruguay                                                                | Qual. Mondiali 2026                                                    | -                                                                      | 42’ 46’                                                                |
| 12-10-2023                                                             | Barranquilla                                                           | Colombia                                                               | 2 – 2                                                                  | Uruguay                                                                | Qual. Mondiali 2026                                                    | -                                                                      |                                                                        |
| 17-10-2023                                                             | Montevideo                                                             | Uruguay                                                                | 2 – 0                                                                  | Brasile                                                                | Qual. Mondiali 2026                                                    | 1                                                                      |                                                                        |
| 16-11-2023                                                             | Buenos Aires                                                           | Argentina                                                              | 0 – 2                                                                  | Uruguay                                                                | Qual. Mondiali 2026                                                    | -                                                                      |                                                                        |
| 21-11-2023                                                             | Montevideo                                                             | Uruguay                                                                | 3 – 0                                                                  | Bolivia                                                                | Qual. Mondiali 2026                                                    | -                                                                      | 73’                                                                    |
| 26-3-2024                                                              | Lens                                                                   | Costa d'Avorio                                                         | 2 – 1                                                                  | Uruguay                                                                | Amichevole                                                             | -                                                                      | 46’                                                                    |
| 23-6-2024                                                              | Miami Gardens                                                          | Uruguay                                                                | 3 – 1                                                                  | Panama                                                                 | Coppa America 2024 - 1º turno                                          | -                                                                      | 60’                                                                    |
| 27-6-2024                                                              | East Rutherford                                                        | Uruguay                                                                | 5 – 0                                                                  | Bolivia                                                                | Coppa America 2024 - 1º turno                                          | -                                                                      | 89’                                                                    |
| 1-7-2024                                                               | Kansas City                                                            | Stati Uniti                                                            | 0 – 1                                                                  | Uruguay                                                                | Coppa America 2024 - 1º turno                                          | -                                                                      | 79’                                                                    |
| 6-7-2024                                                               | Paradise                                                               | Uruguay                                                                | 0 – 0 (4 – 2 dtr)                                                      | Brasile                                                                | Coppa America 2024 - Quarti di finale                                  | -                                                                      | 60’ 67’                                                                |
| 10-7-2024                                                              | Charlotte                                                              | Uruguay                                                                | 0 – 1                                                                  | Colombia                                                               | Coppa America 2024 - Semifinale                                        | -                                                                      | 90’                                                                    |
| 15-10-2024                                                             | Montevideo                                                             | Uruguay                                                                | 0 – 0                                                                  | Ecuador                                                                | Qual. Mondiali 2026                                                    | -                                                                      | 46’                                                                    |
| 21-3-2025                                                              | Montevideo                                                             | Uruguay                                                                | 0 – 1                                                                  | Argentina                                                              | Qual. Mondiali 2026                                                    | -                                                                      | 42’                                                                    |
| Totale                                                                 |                                                                        | Presenze                                                               | 33                                                                     |                                                                        | Reti                                                                   | 5                                                                      |                                                                        |

## Palmarès

### Club

#### Competizioni statali
- Campionato carioca: 1

Flamengo: 2025
- Taça Guanabara: 1

Flamengo: 2025

#### Competizioni nazionali
- Copa Argentina: 1

River Plate: 2018-2019
- Supercopa Argentina: 1

River Plate: 2019
- Campionato argentino: 1

River Plate: 2023
- Trofeo de Campeones de la Liga Profesional: 1

River Plate: 2023
- Coppa del Brasile: 1

Flamengo: 2024
- Supercoppa del Brasile: 1

Flamengo: 2025

#### Competizioni internazionali
- Coppa Libertadores: 1

River Plate: 2018
- Recopa Sudamericana: 1

River Plate: 2019

### Nazionale
- Campionato sudamericano Under-20: 1

Ecuador 2017